# 미야자키 방송

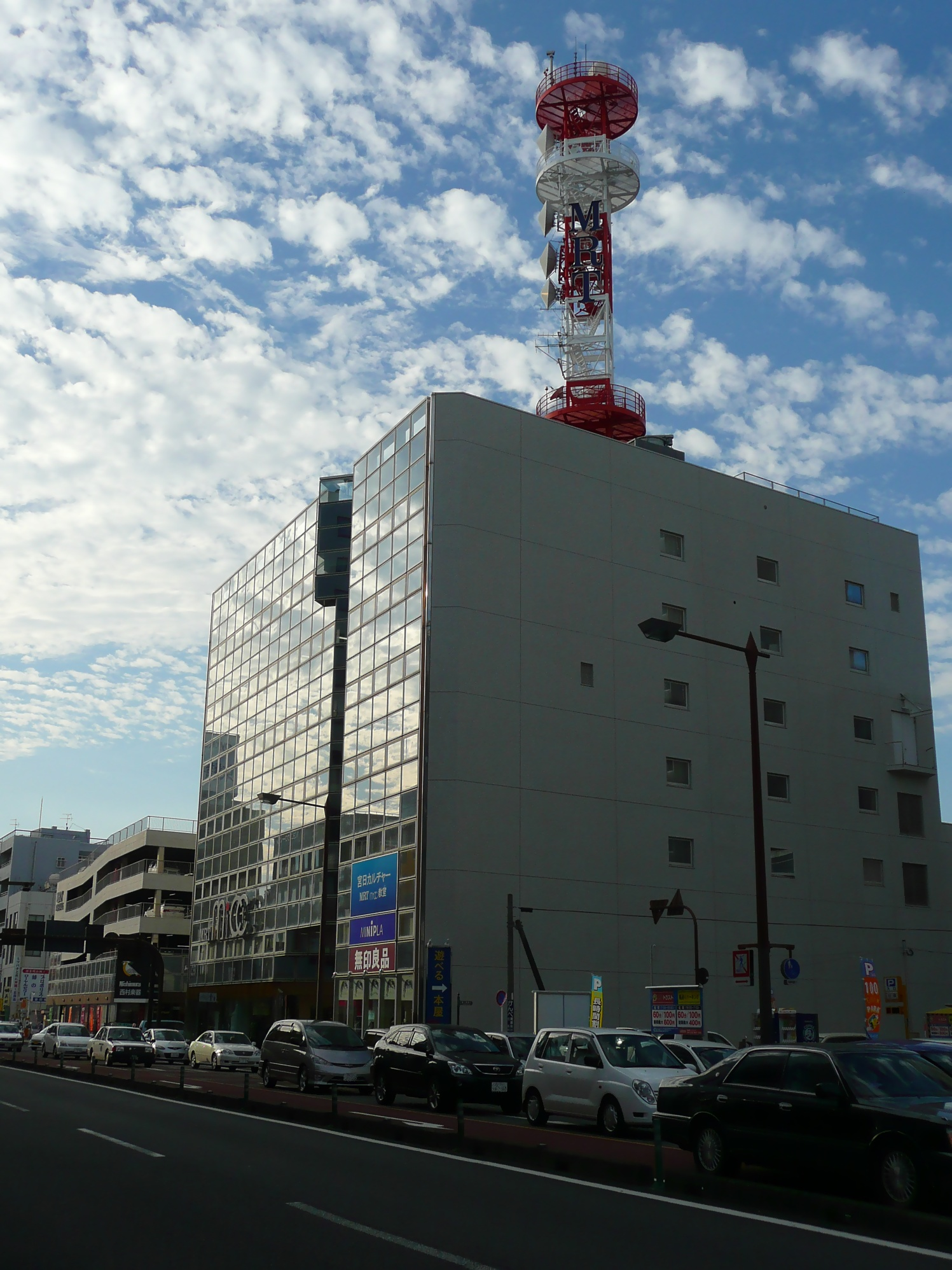
미야자키 방송

미야자키 방송은 미야자키현의 방송국으로, 라디오 방송국은 1954년 7월 1일, 텔레비전 방송국은 1960년 10월 1일 개국했다.
약칭은 'Miyazaki Radio & Television'을 줄여만든 MRT, 라디오 콜사인은 JONF, 텔레비전 콜사인은 JONF-DTV이다.

## 연혁
- 1953년 5월 30일 「표준 방송 주파수 할당 계획표」에 의해 미야자키현에 주파수 1490kHz,출력 1kw 중파라디오방송국 할당.
- 1954년 3월 24일 미야자키 현의 자본가 이와기리 쇼타로등에 의해 라디오 미야자키(RMK) 설립.
- 1954년 3월 25일 라디오 방송 예비 면허 교부.
- 1954년 6월 25일 시험 전파 발사(시작시간 : 20:00·JST).
- 1954년 7월 1일 일본 34번째(야마나시방송과 같은 날) 중파라디오 방송국으로 개국[1](시작 시간은 5:20·JST).
- 1957년 10월 22일 텔레비전 방송 예비 면허 교부.
- 1960년 9월 24일 텔레비전 서비스 방송 개시.
- 1960년 10월 1일 텔레비전 본방송 개시, JNN에 가맹.
- 1961년 7월 1일 미야자키 방송(MRT)으로 회사명 변경.
- 1965년 5월 2일 JRN 발족과 동시에 가맹.
- 1965년 5월 3일 NRN 발족과 동시에 가맹.
- 1966년 12월 10일 컬러 방송 개시[2].
- 1990년 8월 29일 음성다중방송·고화질 텔레비전 방송을 개시.
- 2006년 6월 6일 지상파 디지털 텔레비전 시험 전파 발사.
- 2006년 11월 1일 지상파 디지털 텔레비전 서비스 방송을 개시.
- 2006년 12월 1일 지상파 디지털 텔레비전 방송·원세그 본방송 개시.
- 2011년 7월 24일 지상파 디지털 텔레비전 방송 전환으로 아날로그 텔레비전 방송 종료됨.
- 2016년 4월 1일 미야자키 FM 보완중계국 개국

### 방송국 개국 배경
1953년 5월 30일 우정성에 의해 만들어진 「표준 방송 주파수 할당 계획표」에 의해 미야자키에 주파수 1490kHz,출력 1kw 중파 라디오 방송국이 할당되어 미야자키현에서도 민간 라디오 방송국 개국이 가능해졌다.
그러나 한국 전쟁 이후 불경기로 인해 미야자키의 재계에서는 방송국을 만들려는 움직임이 없었으며 이에 가고시마현의 라디오 미나미니혼(현재의 미나미니혼 방송)은 미야자키에 중계국 설치를 결정하고 설치준비를 착수했다고 한다.
이 움직임에 제동을 건 것은 이와기리 쇼타로를 중심으로 한 미야자키현의 자본가들로「가고시마의 전파가 미야자키에 날아오게 되면 미야자키는 가고시마 자본에 지배된다.」는 논리로 자본가들은 미야자키현 행정부까지 개입시켜 1954년 3월 24일 라디오 미야자키(RMK)의 설립을 이루게 되고 3개월간의 시험방송을 거쳐 1954년 7월 1일 라디오 방송을 개시하게 된다(미야자키 방송에서는 이 날을 개국일로 하고 있다).

## 라디오 주파수
| 중계국                 | 콜사인 | 주파수  | 출력 | 비고                                                                                              |
| ---------------------- | ------ | ------- | ---- | ------------------------------------------------------------------------------------------------- |
| 미야자키 방송국        | JONF   | 936kHz  | 5kW  |                                                                                                   |
| 미야자키 FM 보완중계국 |        | 90.4MHz | 1kW  |                                                                                                   |
| 노베오카 중계국        |        | 936kHz  | 1kW  | 콜사인 JONL이 있었으나 폐지되었다. 주파수 동기화로 1983년 3월 25일 지금 사용하는 주파수로 변경.   |
| 노베오카 FM 보완중계국 |        | 94.7MHz | 100W |                                                                                                   |
| 다카치호 중계국        |        | 936kHz  | 1kW  | 주파수 동기화로 1984년 9월 21일 지금 사용하는 주파수로 변경.                                      |
| 고바야시 중계국        |        | 936kHz  | 1kW  | 주파수 동기화로 1983년 3월 25일 지금 사용하는 주파수로 변경하는 동시에 출력을 1kW로 높였다.       |
| 니치난 중계국          |        | 936kHz  | 1kW  | 주파수 동기화로 1984년 9월 21일 지금 사용하는 주파수로 변경. 1989년 10월 29일 송신 출력을 높였다. |
| 미야코노조 중계국      |        | 936kHz  | 100W | 콜사인 JONM이 있었으나 폐지되었다. 주파수 동기화로 1985년 9월 17일 지금 사용하는 주파수로 변경.   |
| 구시마 중계국          |        | 936kHz  | 100W | 주파수 동기화로 1984년 9월 21일 지금 사용하는 주파수로 변경.                                      |

## 텔레비전 네트워크의 변천
- 1960년 10월 1일 텔레비전 방송 개시.동시에 뉴스 네트워크 JNN에 가맹한 이래 라디오 도쿄TV→도쿄방송주체 편성의 프리 네트워크 방송국이 되었다.(※ 개국 당시에는＋니혼TV·후지 TV·일본 교육 TV)
- 1967년 6월 민간방송 교육협회에 가맹.
- 1970년 4월 1일 TV 미야자키 개국.TV 미야자키가 후지 TV를 중심으로한 프리 네트워크 방송국으로 정해지면서 후지 TV 프로그램만 방송이 중단되고 이때 니혼TV 프로그램 절반, NET-TV→TV 아사히 프로그램 30%가 TV 미야자키로 이행.
- 1975년 3월 31일 네트워크 준 중심방송국 교체에 따라 TV 미야자키에서 방송되던 마이니치 방송 프로그램이 모두 이행된다.
- 현재는 도쿄방송 프로그램을 중심으로 방송하지만 아침·심야·주말을 중심으로 일부 TV아사히＋니혼TV+TV도쿄 프로그램이 방송되기도 한다.

## 이 회사 출신 인물
- 시모노보루 아야
- 야마다 마이

## 현직 방송인
- 가와노 타케후미
- 카미오카 노부오
- 코카와 신이치
- 무라야마 코이치
- 타시로 고
- 카와이 아츠시
- 우치다 노리유키
- 세키 도모코
- 오오무라 에코
- 카와시마 메구미
- 사코타 에리
- 다케우치 마리

## 보충서술
- 라디오 방송의 경우 방송구역내 동기 주파수 방송 실시에 의해 서일본 지역 야간 원거리 수신이 용이하게 되었지만 동일본에서는 아키타 방송과 주파수가 동일하기 때문에 야간 원거리 수신이 곤란해졌다.

## 현내 방송국
- NHK 미야자키 방송국
- TV 미야자키(UMK)(후지 TV·니혼 TV·TV 아사히 계열)
- FM 미야자키(JFN 계열)